# إيفا فلما
إيفا فيلما (بالبرتغالية: Eva Wilma) هي ممثلة برازيلية، ولدت في 14 ديسمبر 1933 بساو باولو في البرازيل. من الجوائز التي نالتها وسام الاستحقاق الثقافي ‏ سنة 2018.

## جوائز
- وسام الاستحقاق الثقافي [الإنجليزية]‏ (2018)

## وصلات خارجية
- مقالات تستعمل روابط فنية بلا صلة مع ويكي بيانات